# Charles Point
Der Charles Point ist eine Landspitze an der Danco-Küste des Grahamlands auf der Antarktischen Halbinsel. Sie liegt an der Nordseite der Einfahrt von der Hughes-Bucht zur Brialmont-Bucht.
Die Benennung geht auf den britischen Seefahrer James Hoseason zurück, der auf dem Schiff Sprightley zwischen 1824 und 1825 die umliegenden Gewässer befuhr. Der Namensgeber ist dagegen unbekannt.